# Norges
Die Norges ist ein Fluss in Frankreich, der im Département Côte-d’Or in der Region Bourgogne-Franche-Comté verläuft. Sie entspringt im Ortsgebiet von Norges-la-Ville, entwässert generell Richtung Südost, streckenweise entlang der Autobahn A31 östlich von Dijon, und mündet nach rund 34 Kilometern im Gemeindegebiet von Pluvault als linker Nebenfluss in die Tille.

## Orte am Fluss
(Reihenfolge in Fließrichtung)
- Norges-la-Ville
- Bretigny
- Clénay
- Saint-Julien
- Orgeux
- Couternon
- Chevigny-Saint-Sauveur
- Magny-sur-Tille
- Genlis